# رون ووترمان
رون ووترمان (بالإنجليزية: Ron Waterman)‏ هو مصارع محترف أمريكي، ولد في 23 نوفمبر 1965.

## وصلات خارجية
- رون ووترمان على موقع يو إف سي (الإنجليزية)
- رون ووترمان على موقع شيردوغ (الإنجليزية)
- رون ووترمان على موقع CageMatch worker (الإنجليزية)
- رون ووترمان على موقع قاعدة بيانات المصارعة على الإنترنت (الإنجليزية)
- رون ووترمان على موقع IMDb (الإنجليزية)
- رون ووترمان على موقع قاعدة بيانات الفيلم (الإنجليزية)